# Kazimierz Paulo
Kazimierz Paulo (ur. 17 stycznia 1925 w Dobrzanach, pow. Gródek Jagielloński, zm. 7 kwietnia 2023 w Węglówce) – dowódca 5. kompanii Zgrupowania Partyzanckiego „Błyskawica” Józefa Kurasia „Ognia” pułkownik.

## Pochodzenie
Rodzina Kazimierza Paulo pochodziła z okolic Gródka Jagiellońskiego. Dziadek walczył w I Brygadzie Legionów Polskich, ojciec Józef był leśniczym w Fundacji Lasów Państwowych. Kazimierz Paulo urodził się 17 stycznia 1925 roku w Dobrzanach pow. Gródek Jagielloński. Rodzice oddali go na wychowanie bezdzietnemu małżeństwu. W wieku 5 lat trafił do siostry matki, Ludwiki, która mieszkała w Turaszówce pod Krosnem. Mężem ciotki był Austriak Hugo Czapp, budowniczy i kierownik miejscowej gazoliniarni. Kazimierz uczęszczał do siedmioklasowej szkoły w Potoku. Wstąpił też do harcerstwa. We wrześniu 1939 telefonował na lotnisko w Krośnie z informacją o niemieckim nalocie. Edukacją Paulo zajmował się wuj, który był doktorem chemii i poliglotą. W 1940 roku Paulo przyjęty został do pracy w gazoliniarni w Turaszówce.

## Okres II wojny światowej
W sąsiedztwie mieszkał pilot por. Józef Domaniecki, który zaproponował Paulo udział w konspiracji. Pierwszą misją było dostarczenie przesyłki do Mostów Wielkich. Kilka miesięcy później doszło do drugiej wyprawy, tym razem nieudanej. W Stajach Ukraińska Policja Pomocnicza przeprowadziła rewizję. Policjant odkrył ukrytą w wagonie amunicję, a jako że Paulo był jedynym mężczyzną w wagonie, Ukraińcy wysadzili go i oddali w ręce Niemców. Został wywieziony na przymusowe roboty do Bitterfeld w Saksonii gdzie pracował w zakładzie położonym w lesie, ukrytym pod ziemią. Jeden ze strażników sprzedał go niemieckiemu bauerowi. W gospodarstwie w Kessen pracowali sami jeńcy wojenni; on też był tak traktowany. W 1945 po zajęciu Kessen przez wojska amerykańskie opuścił gospodarstwo. Piechotą dotarł do domu wujostwa w Turaszówce.

## Służba w MO po 1945
Dom wujostwa był pusty i rozszabrowany, gdyż ciotka z wujem uciekli przed sowietami do Austrii. Paulo zwrócił się o pomoc do Zdzisława Bajgera, który był naczelnym inżynierem w Towarzystwie Naftowym „Karpaty”. Inżynier kazał mu się zgłosić na komendę MO, żeby tam dalej nim pokierowali. Milicjanci zaoferowali mu pracę. Paulo wkrótce objął funkcję szefa posterunku MO w Węglówce.
Kierownikiem miejscowej kopalni był Zygmunt Dąbski, związany z antykomunistycznym podziemiem. Wkrótce Dąbski nabrał do Paulo zaufania. Jesienią 1945 zwrócił się do niego z prośbą o przewiezienie w okolice Zakopanego przedwojennego majora. Wysiedli na stacji w Lasku i konwojowani przez kolejarzy dotarli do Ochotnicy Górnej. Na spotkanie ich wyszli trzej żołnierze. Jednym z nich był „Ogień”. Paulo wrócił do Węglówki. 
W Węglówce dozorował budowę leśnego szpitala na Małej Krasnej. W tym czasie Józef Zadzierski „Wołyniak” nadał mu pseudonim „Żar”. W 1946 roku oddział Antoniego Żubryda spacyfikował posterunki MO w Korczynie i okolicy. Paulo otrzymał wezwanie na UB w Krośnie. UB dociekało, dlaczego wszystkie komisariaty w okolicy zostały rozbite, z wyjątkiem tego w Węglówce. Paulo znalazł się w kręgu podejrzanych. Wkrótce został ostrzeżony przed aresztowaniem. Uprzedzając fakty zabrał wszystkie karabiny maszynowe z posterunku. Zaproponował kolegom, by się do niego przyłączyli. Wraz z pięcioma z nich - w tym z Józefem Tarnawskim - przyłączył się do oddziału Wojciech Lisa ps. „Mściciel”.

## Konspiracja i uwięzienie
Zimą z 1945 na 1946 roku oddział „Mściciela” został okrążony przez NKWD. Paulo wraz z 12 ludźmi wydostał się z okrążenia. Dotarł do Lasku na Podhalu, a stamtąd do „Ognia”, który mianował go dowódcą 5 kompanii Zgrupowania Partyzanckiego „Błyskawica” i nadał mu pseudonim „Skała”.
Działał pod Limanową. Oddział wycofał się pod Maków Podhalański, gdzie Paulo został ranny. Ogień przekazał mu informację: Niech cię niosą, ale wyprowadź ludzi z tego kotła. Zdołał się przebić i połączył się z oddziałem „Tarzana”. Wspólnie przedarli się w kierunku Gorców. Partyzantom dano wolną rękę; czy chcą przejść przez „zieloną granicę” czy walczyć dalej. Paulo doradzał „Ogniowi” aby ten uciekał, ale Kuraś ciągle powtarzał, że trzeba dotrwać do wyborów, bo one odbędą się pod kontrolą świata. Na leczenie dowódca 5 kompanii wrócił do leśnego szpitala. Po wyzdrowieniu, w obliczu śmierci „Ognia” (22 lutego 1947) i ogłoszonej przez komunistów amnestii (tego samego dnia), większość partyzantów ujawniła się - w tym Kazimierz Paulo.

## Po 1956
Paulo po powrocie w rodzinne strony dostał pracę na kopalni i ożenił się. Dwa dni po narodzinach córki do jego domu przyjechali funkcjonariusze NKWD. Aresztowany, rok przebywał w areszcie. Przeszedł brutalne śledztwo; funkcjonariusze UB wybili mu wszystkie zęby i powyrywali paznokcie. Został skazany na karę śmierci. Górnicy z Kopalni Węglówka wystąpili jednak z petycją do prezydenta Bolesława Bieruta, aby ten ułaskawił skazańca. W następstwie petycji odbyła się rewizja nadzwyczajna. Karę śmierci zamieniono na karę 15 lat więzienia, którą odbywał w więzieniu we Wronkach.
W 1956 w wyniku amnestii wyszedł na wolność, choć na okres kolejnych pięciu lat pozbawiono go praw obywatelskich. Dzięki pomocy inż. Ireneusza Malarskiego dostał pracę na kopalni. Pracował w nowej kopalni Węglówka 1. W 1982 roku przeszedł na emeryturę.
Aktywnie uczestniczył w wydarzeniach upamiętniających towarzyszy broni. Był ostatnim z żyjących zastępców Józefa Kurasia „Ognia”. Kazimierz Paulo był m.in. gościem honorowym organizowanego przez Związek Strzelecki Rzeczypospolitej IV Rajdu Pieszego śladami Żołnierzy Wyklętych Samodzielnego Batalionu Operacyjnego Narodowych Sił Zbrojnych mjra Antoniego Żubryda.

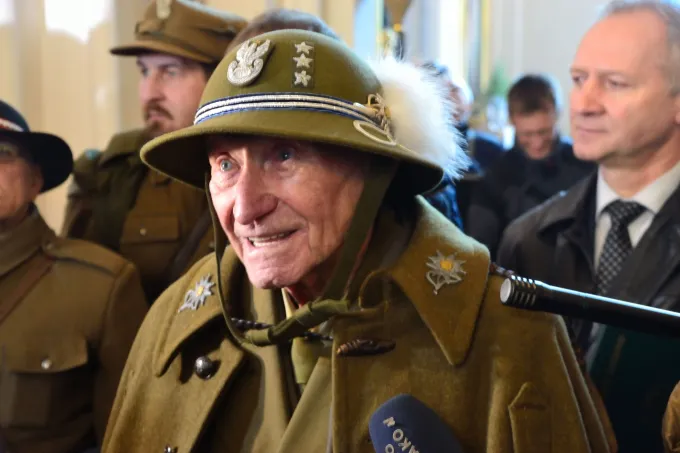
Pułkownik Kazimierz Paulo „Skała” – w rocznicę śmierci „Ognia” w Waksmundzie 20 lutego 2016 r.

## Ordery i odznaczenia
- „Weteran o Wolność i Niepodległość Ojczyzny” wraz listem gratulacyjnym nadany przez premiera RP Leszka Millera w 2001.
- Krzyż Kawalerski Orderu Odrodzenia Polski nadany 3 maja 2006 roku przez prezydenta RP Lecha Kaczyńskiego[5].